# I Do, I Do, I Do, I Do, I Do
I Do, I Do, I Do, I Do, I Do ist ein Popsong von ABBA aus dem Jahr 1975. Er wurde von Björn Ulvaeus, Benny Andersson und Stig Anderson geschrieben, die Lead Vocals übernahmen Agnetha Fältskog und Anni-Frid Lyngstad. Das Saxophon spielte Ulf Andersson. Im April 1975 wurde das Stück gleichzeitig auf dem Album ABBA und mit der B-Seite Rock Me als Single veröffentlicht, die in vier Ländern Platz 1 erreichte sowie in weiteren sieben in die Top Ten kam und weltweit 2,5 Millionen Mal verkauft wurde.

## Entstehung
Der Song weist in seinem Arrangement eine signifikante Nähe zur Schlagermusik auf, die Andersson auf seinem Weg durch die 1960er Jahre begleitet hatte. Die Saxophon-Spur ist als Hommage an den US-amerikanischen Musiker Billy Vaughn gedacht. Das Lied war eines der letzten, das von 21. bis 26. Februar 1975 in den Sessions für das Album ABBA aufgenommen wurde.

## Rezeption
Bei der Konzerttour durch Schweden im Sommer 1975 wurden zwei Stücke, die ursprünglich ins Programm genommen worden waren, gestrichen, um stattdessen SOS und I Do, I Do, I Do, I Do, I Do zu singen. Dies führte zu folgender Kritik:

„… ABBA sind die Schlagerköche im Computerzeitalter. Ihre Lieder bestehen aus einfachen Harmonien und unentwegten Wiederholungen. ‚I love you‘ singen ABBA und zeigen dabei zum Publikum. Aber das ist verlogen. ABBA lieben nicht uns, sondern nur die 20 Kronen, die sie uns aus der Tasche ziehen, wenn uns die „ABBA-Manie“ erfasst hat und wir für eine Stunde der Realität entfliehen wollen“

## Kommerzieller Erfolg
Die Single erreichte zunächst Platz 1 in der Schweiz und Südafrika, Platz 2 in Norwegen und Belgien, Platz 3 in den Niederlanden, Platz 4 in Österreich und Dänemark, Platz 5 in Simbabwe, Platz 6 in Deutschland sowie Platz 14 in Frankreich. Die Hoffnung, sie könnte in Großbritannien erfolgreich sein, erfüllte sich nicht, denn die Single kam lediglich auf Platz 38 der britischen Charts. Das Magazin Melody Maker schrieb, das Lied sei „so schlecht, dass es wehtut“.
Im Zuge der aufkommenden Abbamania erreichte die Single ein paar Monate nach ihrer Veröffentlichung auch Platz 1 in Neuseeland und Australien. In letzterem war I Do, I Do, I Do, I Do, I Do die erste Nummer eins von drei ABBA-Singles in Folge, sie belegte die Spitzenposition für drei Wochen und wurde über 150.000 Mal verkauft. 1976 stieg die Single auch in Nordamerika in die Charts ein und erreichte Platz 15 in den Billboard Hot 100 der USA sowie Platz 12 in Kanada.
| ChartsChartplatzierungen       | Höchstplatzierung | Wochen/ Monate |
| ------------------------------ | ----------------- | -------------- |
| Deutschland (GfK)              | 6 (22 Wo.)        | 22 Wo.         |
| Österreich (Ö3)                | 4 (3 Mt.)         | 3 Mt.          |
| Schweiz (IFPI)                 | 1 (17 Wo.)        | 17 Wo.         |
| Vereinigte Staaten (Billboard) | 15 (15 Wo.)       | 15 Wo.         |
| Vereinigtes Königreich (OCC)   | 38 (6 Wo.)        | 6 Wo.          |

| ChartsJahrescharts (1975) | Platzierung |
| ------------------------- | ----------- |
| Deutschland (GfK)         | 28          |
| Schweiz (IFPI)            | 7           |